# Gyges und sein Ring
Gyges und sein Ring ist eine Tragödie in fünf Akten von Friedrich Hebbel. Sie wurde 1854 verfasst, 1856 veröffentlicht und am 25. April 1889, also erst lange nach Hebbels Tod 1863, in Wien uraufgeführt. Die Handlung beruht auf dem antiken Mythos von Gyges, der durch einen magischen Ring zum König von Lydien aufsteigt und die Gattin seines Vorgängers Kandaules gewinnt. Hebbel orientiert sich an der Überlieferung des Mythos durch Platon, Herodot und Cicero.
Der Text ist in Blankversen verfasst. Der Schauplatz ist der Palast des Kandaules, der Zeitraum der Handlung umfasst zwei Tage.

## Handlung
Der Grieche Gyges lebt am Hof des lydischen Königs Kandaules als dessen Freund und Günstling. Er schenkt Kandaules einen magischen Ring, den er einst in einer Grabkammer fand: Wenn man den Ring trägt und den Stein nach vorn dreht, wird man unsichtbar.
Kandaules ist sehr stolz auf die Schönheit seiner Gattin Rhodope, die sich jedoch niemandem unverschleiert zeigt. Er überredet Gyges, sich mit Hilfe des Rings unbemerkt in ihr Schlafgemach zu schleichen, damit er sich von ihrer Schönheit überzeugen kann. Rhodope bemerkt jedoch Geräusche, und Kandaules kann gerade noch verhindern, dass Rhodope den Eindringling bemerkt.
Gyges hat sich sofort in die für ihn unerreichbare Rhodope verliebt, bereut seine Tat und verlässt den Hof des Königs. Sein Verschwinden ist für Rhodope eine Bestätigung seiner Tat. Sie fühlt sich so sehr entwürdigt und beschmutzt, dass sie als Sühne Gyges’ Tod fordert, was ihr Mann aber verweigert. Sie schickt einen Sklaven aus, um Gyges zurückzuholen. Als dieser ihr eröffnet, dass das heimliche Eindringen ins Schlafzimmer mit Kandaules’ Einverständnis (und in seiner Gegenwart) geschah, fordert sie nun nicht mehr Gyges’ Tod, sondern Gyges soll Kandaules töten, worauf sie ihn heiraten will – damit wäre ihre Schmach mit Blut abgewaschen und niemand hätte sie unbekleidet gesehen, der nicht (durch die Ehe) dazu berechtigt war. Würde Gyges sich weigern, würde Rhodope sich selbst töten.
Gyges willigt ein. Um Rhodopes Leben zu retten, und auch, weil er die Schande seiner Tat einsieht, stimmt auch Kandaules einem Zweikampf zu und wird von Gyges erschlagen. Das Stück endet mit der Hochzeitszeremonie im Tempel der Hestia. Rhodope heiratet Gyges, der dadurch auch Kandaules’ Königskrone erbt. Doch noch im Tempel ersticht Rhodope sich selbst.

## Inszenierungen (Auswahl)
- 1889: Uraufführung am Wiener Burgtheater
- 1907: Deutsches Theater Berlin, mit Tilla Durieux als Rhodope
- 1916: Deutsches Theater Berlin – Kammerspiele, Regie: Felix Hollaender
- 1926: Hörspiel-Bearbeitung, Regie: Hans Bodenstedt
- 1941: Berliner Volksbühne. Regie: Karlheinz Martin. Werner Hinz als Gyges, Willy Birgel als Kandaules, Liselotte Schreiner als Rhodope
- 1944: Wiener Burgtheater, Regie: Adolf Rott (letzte Burgtheater-Premiere vor Kriegsende)
- 1946: Hörspiel-Bearbeitung durch den Berliner Rundfunk, Regie: Hannes Küpper
- 1947: Schauspielhaus Bochum, Regie: Saladin Schmitt
- 1960: in Hamburg, mit Gustaf Gründgens
- 1982: Deutsches Schauspielhaus Hamburg, Regie: Ernst Wendt
- 2011: Residenztheater München, Regie: Nora Schlocker